# Риндеркнехт, Доминик
Доминик Риндеркнехт (нем. Dominique Rinderknecht; Пустой шаблон {{ВД-Преамбула}} ) — швейцарская модель, телеведущая и победительница конкурса красоты, которая завоевала титул «Мисс Швейцария 2013» и представляла свою страну на конкурсе «Мисс Вселенная 2013».
На момент участия в конкурсе красоты 2013 года Риндеркнехт изучала связи с общественностью и коммуникациями в Цюрихском университете и с тех пор получила степень бакалавра . С 2016 по 2020 год она встречалась со швейцарской моделью французского происхождения Тами Глаузер. Она также стала первой открытой представительницей ЛГБТ, получившей титул «Мисс Швейцария». В 2020 году она также приняла участие в швейцарской версии шоу «Маска» в образе совы. Доминик живёт между Швейцарией и ЮАР (Кейптаун), с 2021 года помолвлена с южноафриканским пилотом и музыкантом Дрю Гейджем.